# Buenavista, Ixtaczoquitlán
Buenavista är en ort i Mexiko.   Den ligger i kommunen Ixtaczoquitlán och delstaten Veracruz, i den sydöstra delen av landet, 230 km öster om huvudstaden Mexico City. Buenavista ligger 1 102 meter över havet och antalet invånare är 2 090.
Terrängen runt Buenavista är kuperad. Runt Buenavista är det tätbefolkat, med 550 invånare per kvadratkilometer. Närmaste större samhälle är Córdoba, 11,7 km öster om Buenavista. Trakten runt Buenavista består till största delen av jordbruksmark.